# Gotthard Speer
Gotthard Speer (* 27. Februar 1915 in Kuhnern (Kreis Neumarkt, Schlesien); † 23. März 2005 in Bergisch Gladbach) war ein deutscher Musikpädagoge.

## Leben und Werk
Speer studierte an der Staatlichen Hochschule für Musikerziehung in Berlin-Charlottenburg.
1947 wurde er Dozent an der Pädagogischen Akademie Paderborn. Später wurde er ordentlicher Professor für Musikerziehung an der Pädagogischen Hochschule Nordrhein-Westfalen, Abteilung Köln. Er gründete 1955 das Institut für Ostdeutsche Musik in Bensberg, die Vorgängerinstitution des Institutes für Deutsche Musik im Osten in Bergisch Gladbach.  Dieses Institut beherbergte die Sammlung für ostdeutsche Musikpflege und den Arbeitskreis für schlesisches Lied und schlesische Musik.
Speer engagierte sich sein gesamtes Leben lang intensivst für die musikalische Jugendbewegung.

## Schriften von Gotthard Speer (Auswahl)
- Über Vertonungen Eichendorffer Dichtung. In: Der Wegweiser 1959, Nr. 35.
- Ostdeutsches Musik- und Liedgut. In: Der Wegweiser 1964, Nr. 62.
- Ostdeutsches Musikleben in Nordrhein-Westfalen. In: G. Schulz (Hrsg.): Leistung und Schicksal. Köln 1967.